# Raymond de Saint-Sever
Pour les articles homonymes, voir Raymond.
Raymond (ou Pierre ou Raimondo de Saint-Sever) est un cardinal français né à Monein en Béarn et décédé le 19 juillet 1317 à Avignon. Il est membre de l'ordre des bénédictins.

## Repères biographiques
Raymond est abbé de l'abbaye de Saint-Sever. En 1309 il est élu évêque d'Oloron, siège qu'il n'occupe que quelques mois.
Raymond est créé cardinal par le pape Clément V lors du consistoire du 23 décembre 1312. Il participe au conclave de 1314-1316, lors duquel Jean XXII est élu.